# Ferdinand Le Drogo
Ferdinand Le Drogo (Pontivy, 10 oktober 1903 – Saint-Gildas-de-Rhuys, 23 april 1976) was een Franse wielrenner.

## Biografie
Le Drogo was profwielrenner van 1926 tot 1937. Hij stamde uit een wielerfamilie en had een broer Paul Le Drogo die ook succesvol was als profwielrenner. Hij werd in 1926 en 1927 tweemaal Frans kampioenschap op de weg en in beide jaren werd hij eveneens Frans Nationaal kampioen individuele tijdrit op de weg. In 1927 won hij een etappe in de Ronde van Frankrijk.
In 1931 werd hij tweede bij het wereldkampioenschap wielrennen op de weg.

## Overwinningen en andere ereplaatsen
1926
- 1e in Circuit des As de l'Ouest
- 1e in Nantes - Les Sables d'Olonne
- 3e in Nationaal Kampioenschap op de weg, elite
- 3e in Nationaal Kampioenschap op de weg, ind. tijdrit, elite
- 1e in Tour des Cornouailles

1927
- Frans kampioen op de weg, Elite
- 1e in Nationaal Kampioenschap op de weg, ind. tijdrit, elite
- 1e in de 5e etappe Ronde van Frankrijk
- 1e in de 2e etappe Ronde van Catalonië
- 1e in de 6e etappe  Ronde van Catalonië

1928
- Frans kampioen op de weg, Elite
- 1e in Nationaal Kampioenschap op de weg, ind. tijdrit, elite

1929
- 2e in het Critérium National de Printemps
- 2e in Parijs-Le Havre

1930
- 1e in Circuit de la Vienne
- 3e in Nationaal Kampioenschap op de weg, elite
- 3e in Nationaal Kampioenschap op de weg, ind. tijdrit, elite

1931
- 1e in de 24 uur van Béziers
- 2e in Parijs-Caen
- 2e in Parijs-Rennes
- 1e in Rennes-Parijs-Rennes
- 2e bij het Wereldkampioenschap op de weg, profs

## Resultaten in voornaamste wedstrijden
| Jaar | Ronde van Italië | Ronde van Frankrijk | Ronde van Spanje |
| ---- | ---------------- | ------------------- | ---------------- |
| 1927 |                  | opgave (1)          |                  |
| 1928 |                  |                     |                  |
| 1929 |                  |                     |                  |
| 1931 |                  |                     |                  |

| Jaar | Ronde van Vlaanderen | Parijs-Roubaix |  | WK op de weg |
| ---- | -------------------- | -------------- |  | ------------ |
| 1927 |                      | 16e            |  |              |
| 1928 |                      |                |  | 8e           |
| 1929 |                      | 21e            |  | 7e           |
| 1931 | 25e                  | 29e            |  | ↑            |